# Audi MMI

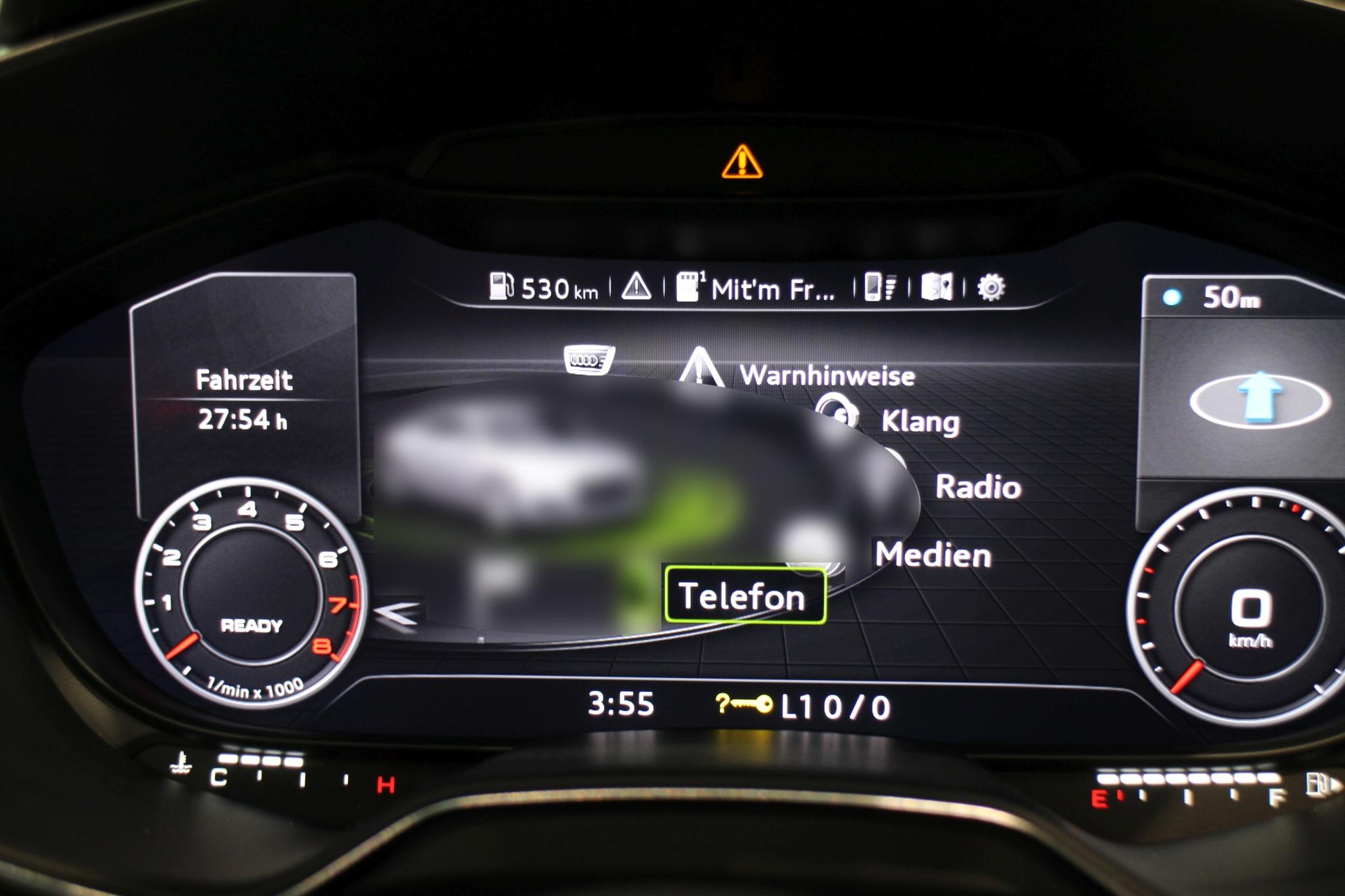
MMI-Menü im Audi virtual cockpit, Audi TT 8S

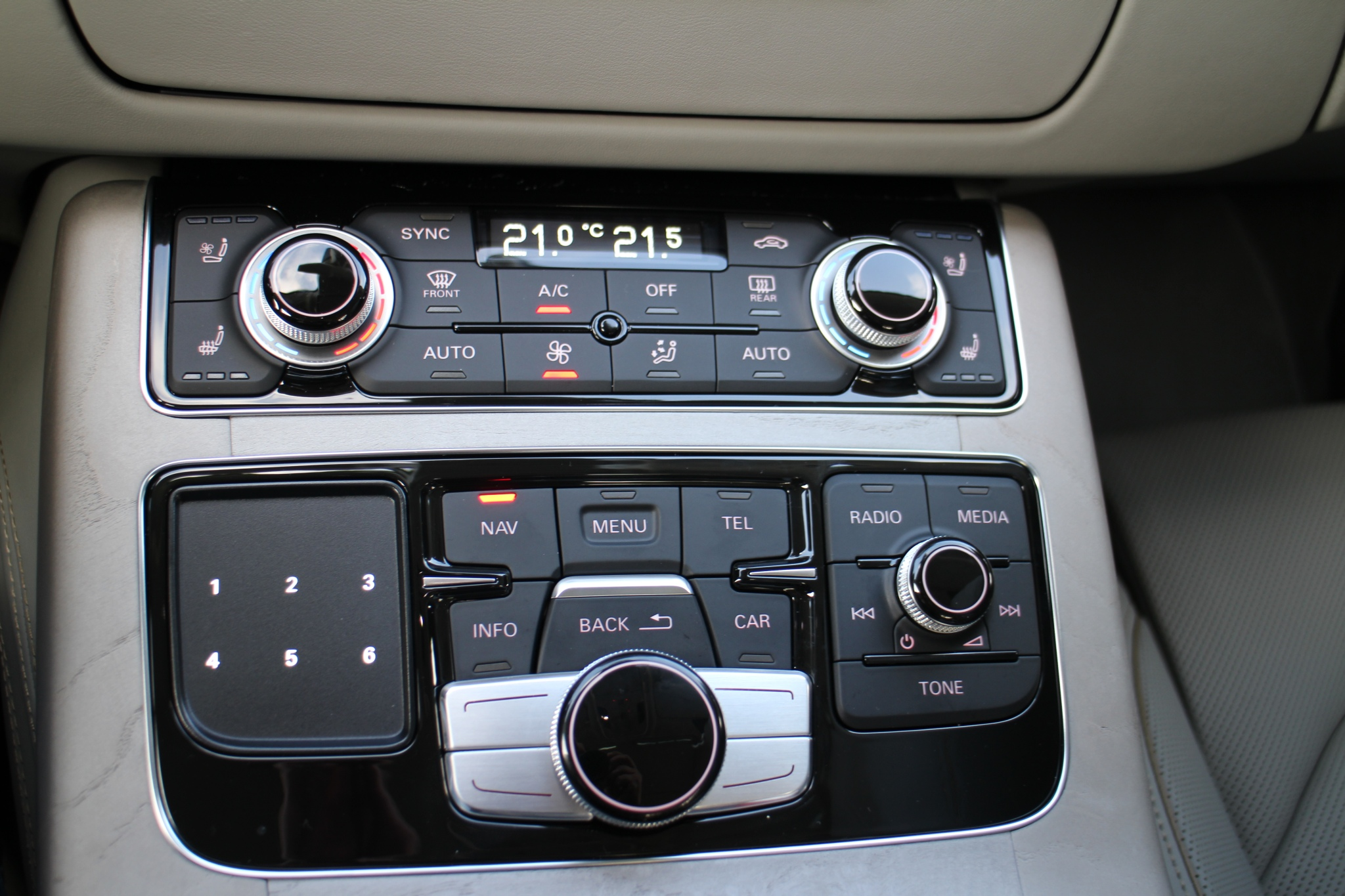
MMI-Terminal im Audi A8 D4

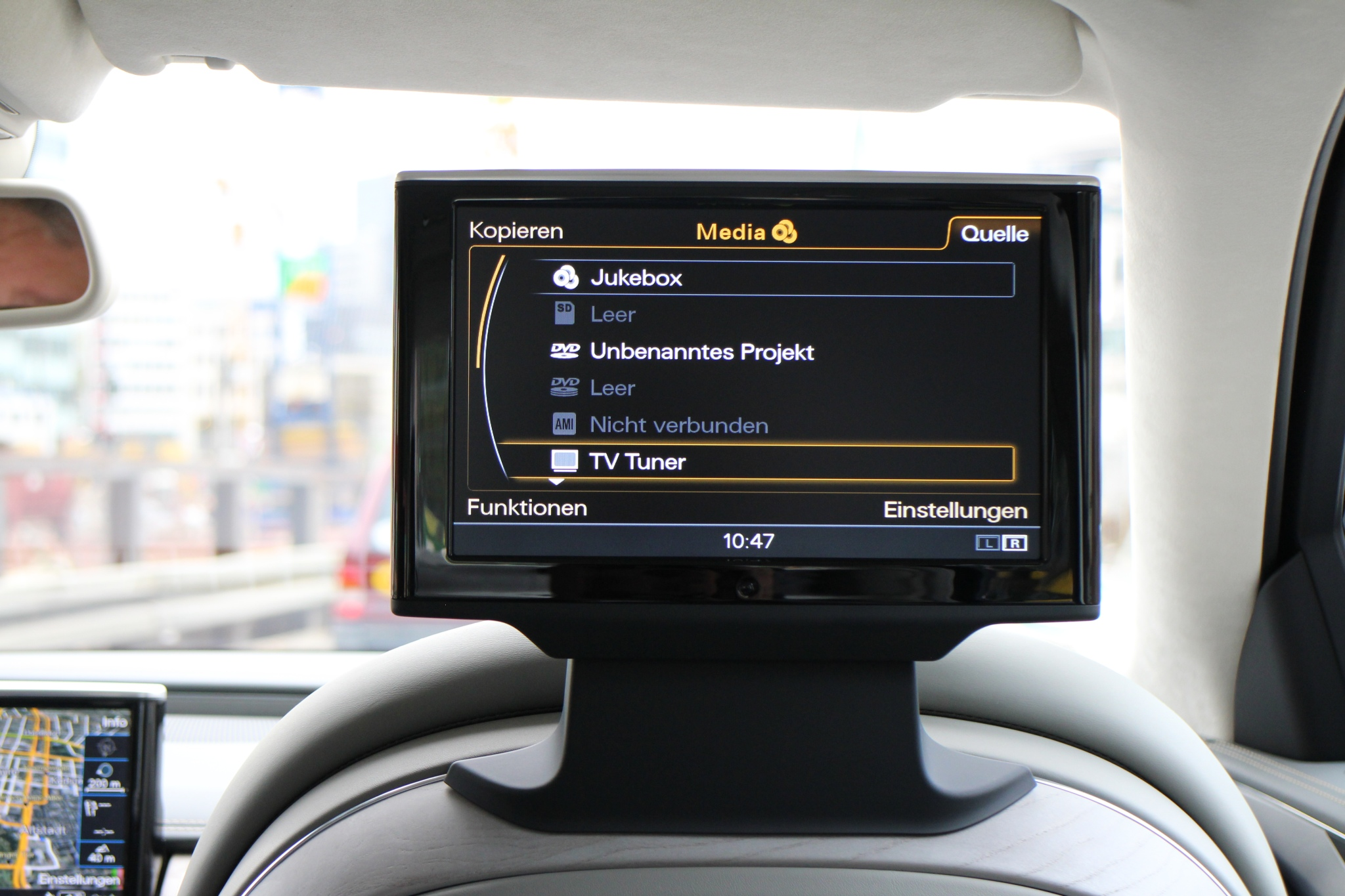
MMI-Monitor für Rücksitze im Audi A8 D4

Audi MMI, genauer: Audi Multi Media Interface, bezeichnet das Bedienkonzept des Infotainmentsystems von Audi.

## Einsatz
Das Audi MMI besteht aus einer Bedieneinheit in der Mittelkonsole, dem sogenannten MMI-Terminal und dem zentralen Bildschirm im Armaturenbrett. Es dient zur Steuerung der Infotainmentfunktionen, wie Musikwiedergabe, Telefon und Navigation sowie der Einstellung vieler Fahrzeugparameter. Die Namensgebung MMI leitete sich ursprünglich vom englischen Fachbegriff Man-Machine-Interface (Mensch-Maschine-Schnittstelle) ab, weil das Infotainmentsystem bei Audi in seiner Entwicklung maßgeblich durch ein ergonomisches Bedienkonzept geprägt wurde. Es wird in folgenden Modellen eingesetzt: A1 (ab 8X), A3 (ab 8V), A4 (ab B8), A5 (ab 8T/8F), A6 (ab C6), A7 (ab C7), A8 (ab D3), Q3 (ab 8U), Q5 (ab 8R), Q7 (ab 4L), Q8 (ab 4M), TT (ab 8J) und R8 (ab 42).
Aktuell bietet Audi das MMI-Terminal-System bei oben genannten Fahrzeugen in zwei Varianten an. Das MMI Navigation basiert auf dem ursprünglichen MMI-Terminal und verfügt über DVD-Navigationsdaten, 6,5-Zoll-Farbbildschirm, SD-Karteneinschub und Sprachbedienung durch Buchstabieren. Die neueste MMI-Generation (MMI-3G+) wird mit dem MMI Navigation plus angeboten. Dieses verfügt – je nach Fahrzeugmodell – über Verbesserungen wie Touchpad-Navigation (ermöglicht Handschrifteingabe sowie „Scroll on Map“ und Album-Browser), höhere Bildschirmauflösung (7- oder 8-Zoll-Display mit 800×480 Pixel), integrierte Festplatte für Navigationsdaten sowie Multimedia (Musik und Video), Wiedergabemöglichkeiten von Audio-, Video- und MP3-CD/DVDs und eine Ganzwortspracheingabe.

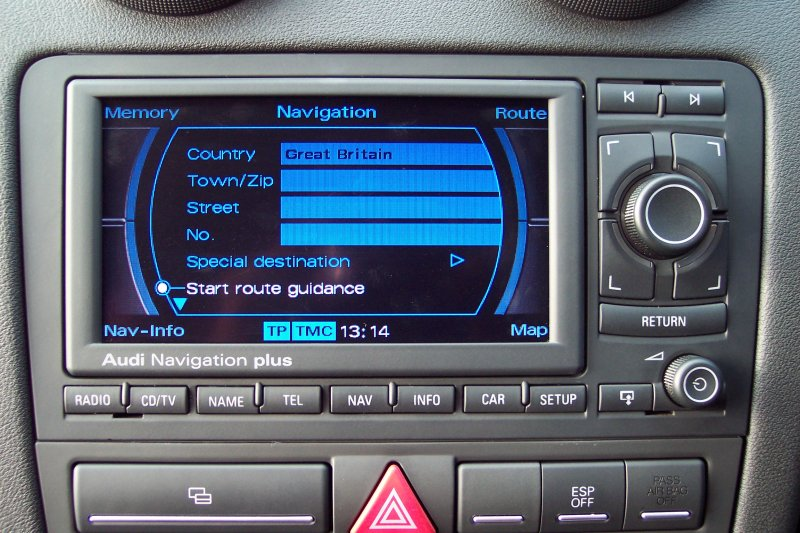
Navigationssystem (RNS-E) mit MMI-Bedienlogik in einem Audi A3

Bei Fahrzeugen ohne MMI-Terminal in der Mittelkonsole erfolgt die Bedienung via nachgebildeter MMI-Logik am entsprechenden Radio- bzw. Navigationssystem (RNS-E). Diese Variante wurde z. B. in den beiden A4-Baureihen B6 und B7 eingesetzt. Aktuell findet diese MMI-Bedienlogik im TT, R8 sowie dem (auf der A4 B7-Plattform basierenden) Seat Exeo und im Lamborghini Gallardo Verwendung. Mit Erscheinen der dritten MMI-Generation wurde auch dieses System mit Funktionen wie einer 3D-Kartennavigation, optischer Visualisierung der Einparkhilfe und einem hochauflösenden Bildschirm aufgewertet.

## Konzept
Bei Audi steht neben der primären Bedieneinheit eine Reihe von Tasten zur Verfügung, mit denen die Hauptfunktionen direkt anwählbar sind. Hinzu kommt ein separates Bedienteil zur Steuerung der Klimaanlage.
Die Hauptfunktionen werden in vier Gruppen eingeteilt:
- Unterhaltung (Radio, Audio-CD, DVD-Audio und -Video [dritte MMI-Generation] und TV)
- Kommunikation (Telefon und Adressbuch)
- Navigation (Navigation und Verkehrsinformationen)
- Einstellungen (Fahrzeug, MMI und Klimaanlage)

Die Bedienung des Systems durch das Terminal basiert auf folgenden Regeln:
- Durch Auswahl der Funktionstasten sind die einzelnen Hauptfunktionen direkt erreichbar.
- Durch Drehen und Drücken des zentralen Steuerungsknopfes bewegt man sich im Menü und aktiviert Funktionen.
- Mit den Steuerungstasten, die um den Knopf angeordnet sind, erreicht man die Untermenüs, die in den entsprechenden Ecken im Display angezeigt werden. Sie wechseln je nach Menü ihre Funktion (sogenannte Softkeys).

Zusätzlich stehen noch zwei Tasten zur direkten Steuerung der Audioquelle und ein Dreh-Drück-Steller zur Lautstärkeregelung zur Verfügung.

## Chronik

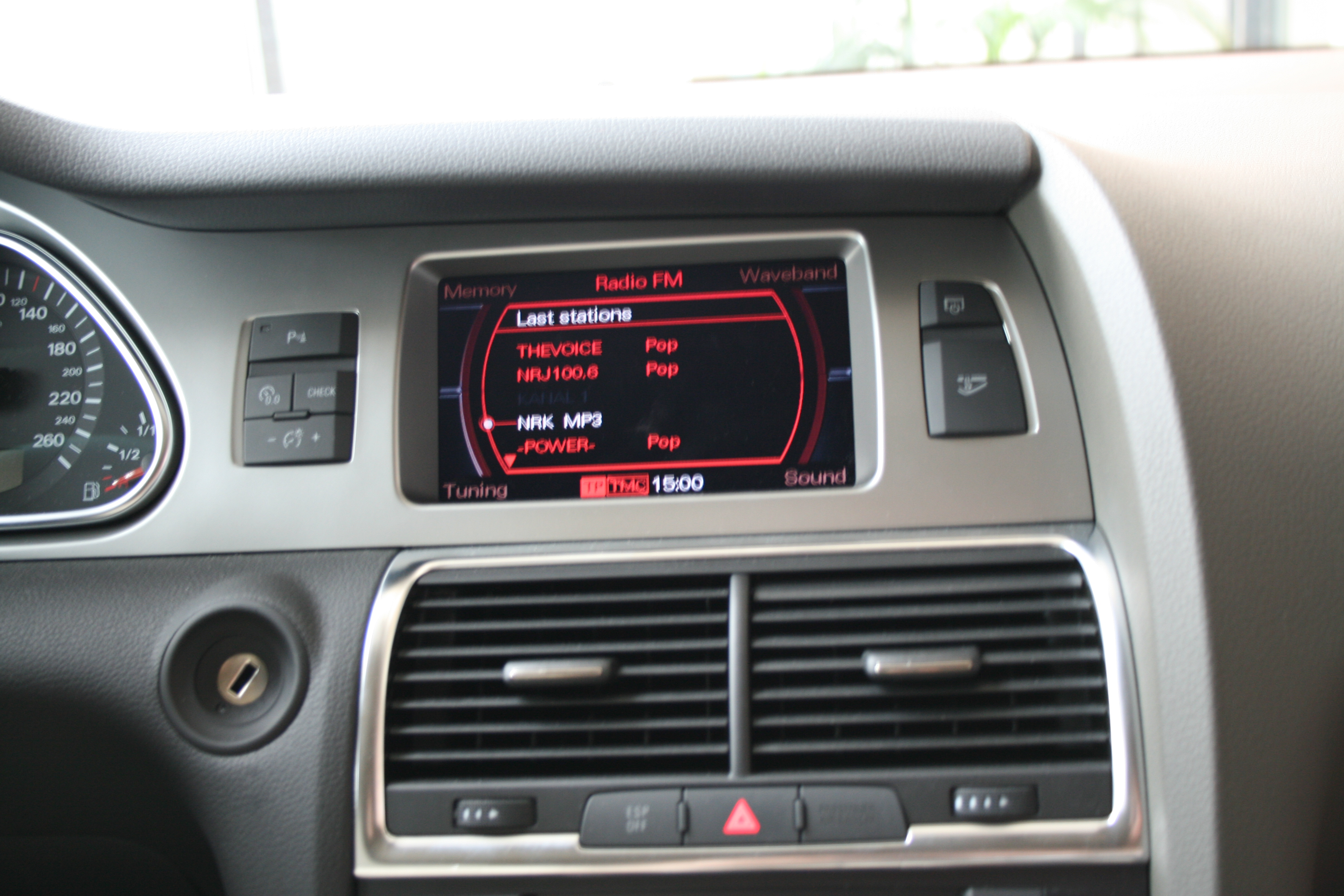
Audi MMI Infotainmentsystem im Q7

- Auf der IAA 2001 wurde mit der Studie Avantissimo das erste Fahrzeug mit integriertem MMI der breiten Öffentlichkeit vorgestellt.
- Mit Einführung des neuen A8 D3 im Herbst 2002 startete auch das MMI. Das System gehört inklusive 7-Zoll-Farbbildschirm zur Serienausstattung.
- Im April 2004 startete der neue Audi A6, in dem das MMI in zwei Varianten angeboten wird. Neben der High-Variante, die mit dem A8-System weitgehend identisch ist, wird die Basic-Variante mit 6,5-Zoll-Monochromdisplay angeboten.
- Seit Mitte 2004 wird die Bildschirm-Radionavigation für A3 und A4 in überarbeiteter Form (RNS-E) angeboten. Hier wurde die Oberfläche inklusive Tasten und Menüs und die Bedienlogik des Doppel-DIN-Gerätes an das MMI-Konzept angepasst.
- Seit November 2007 wird mit der neuen Baureihe des A4 das MMI-Terminal in Fahrzeugen mit Navigationssystem erstmals in der Mittelklasse von Audi eingesetzt. Bei Modellen ohne Navigation erfolgt die Bedienung via Radio, auf welchem die MMI-Bedienlogik nachgebildet ist. Je nach Ausstattung von Radio- bzw. Navigationssystem ist ein 6,5- oder 7-Zoll-Bildschirm im Armaturenbrett verbaut.
- Im Herbst 2008 wurde mit dem Erscheinen des Audi Q5 ein überarbeitetes MMI-System mit der Zusatzbezeichnung plus vorgestellt. Gegen Aufpreis kann diese dritte Generation bestellt werden. Es verfügt über eine Joystick-Funktion im Dreh-Drück-Steller, ein höher aufgelöstes 7-Zoll-Farbdisplay (800×480 Pixel), Ganzwortspracheingabe, Wiedergabemöglichkeit für Audio- und Video-DVDs, 3D-Kartenmodelle und eine integrierte Festplatte, worauf die Karteninformation für das Navigationssystem abgespeichert sind.
- Mit Erscheinen des neuen Audi A8 D4 im Jahr 2010 erhielt das MMI in diesem Modell einen größeren Bildschirm (8 Zoll) und eine Touchpad-Funktion (MMI touch).